# Victor Kasongo Shomary
 (juillet 2021).
Si vous disposez d'ouvrages ou d'articles de référence ou si vous connaissez des sites web de qualité traitant du thème abordé ici, merci de compléter l'article en donnant les références utiles à sa vérifiabilité et en les liant à la section « Notes et références ».
Victor Kasongo Shomary est un homme d'affaires un et homme politique de la République démocratique du Congo. 

## Biographie

### Homme d'affaires
Avant sa nomination, Victor Kasongo était l’administrateur-délégué général de l’Office des mines d'or de Kilo-Moto (OKIMO), du CEEC (Centre d'expertise des matières précieuses). Il était directeur des risques à Ernst & Young South Africa (Ernst et Young Afrique du Sud) et directeur des projets à Iscor Limited. Il est fondateur et PDG du groupe Congo Premier Sarl, groupe de négoce et de raffinage des métaux stratégiques. Victor Kasongo est aussi administrateur de BCDC, Shomka Capital Ltd et ancien administrateur de BGFI Bank-RDC, Alliance Bank SA, BIC SA et AMICONGO.
Il est originaire du Maniema et membre du Southern Africa Institute of Directors (Institut des Directeurs d'Afrique du Sud) de Johannesburg.

### Homme politique
Il a aussi connu une carrière la politique en étant nommé vice-ministre aux Mines dans les gouvernements Gizenga et Muzito I du 6 février 2007 au 10 février 2010.